# 京都府道481号上杉和知線
京都府道481号上杉和知線（きょうとふどう481ごう うえすぎわちせん）は、京都府綾部市から船井郡京丹波町に至る一般府道である。

## 概要
綾部市上杉町から船井郡京丹波町下粟野に至る。
綾部市武吉町 - 船井郡京丹波町西河内間の犬越峠では府道が途絶え、通行不可能となっている。また、この峠の周辺には無線中継所もある。

### 路線データ
- 起点：綾部市上杉町（上杉交差点、国道27号交点）
- 終点：船井郡京丹波町下粟野（下粟野交差点、京都府道51号舞鶴和知線交点）

## 地理

### 通過する自治体
- 京都府
  - 綾部市 - 船井郡京丹波町

### 交差する道路
| 交差する道路                    | 市町村名 | 市町村名 | 交差する場所 | 交差する場所        |
| ------------------------------- | -------- | -------- | ------------ | ------------------- |
| 国道27号                        | 綾部市   | 綾部市   | 上杉町       | 上杉交差点 / 起点   |
| 京都府道74号舞鶴綾部福知山線    | 綾部市   | 綾部市   | 上杉町       | 鳥居野交差点        |
| 福井県道・京都府道1号小浜綾部線 | 綾部市   | 綾部市   | 十倉名畑町   | 十倉交差点          |
| 通行不可区間                    |          |          |              |                     |
| 京都府道51号舞鶴和知線          | 船井郡   | 京丹波町 | 下粟野       | 下粟野交差点 / 終点 |

### 交差する鉄道
- 舞鶴線

### 沿線
- 綾部市総合運動公園
- 武大神社
- 施福寺
- 社会福祉法人 綾東保育園
- 口上林郵便局
- 不動明王
- 金比羅神社
- 下粟野簡易郵便局

### 峠
- 犬越峠（綾部市 - 船井郡京丹波町）